# Шоймень (Харгіта)
Шоймень, Шоймені (рум. Șoimeni) — село у повіті Харгіта в Румунії. Входить до складу комуни Пеулень-Чук.
Село розташоване на відстані 218 км на північ від Бухареста, 4 км на північний схід від М'єркуря-Чука, 84 км на північ від Брашова.

## Населення
За даними перепису населення 2002 року у селі проживали 530 осіб.
Національний склад населення села:
| Національність | Кількість осіб | Відсоток |
| -------------- | -------------- | -------- |
| угорці         | 522            | 98,5%    |
| цигани         | 5              | 0,9%     |

Рідною мовою назвали:
| Мова      | Кількість осіб | Відсоток |
| --------- | -------------- | -------- |
| угорська  | 515            | 97,2%    |
| циганська | 14             | 2,6%     |